# Giải George Van Biesbroeck
Giải George Van Biesbroeck là một giải thưởng hàng năm, được trao cho một người còn sống, có đóng góp đặc biệt lâu dài hoặc vô vị lợi cho Thiên văn học.
Từ năm 1979 tới năm 1996, giải do "Van Biesbroeck Award, Inc." trao. Từ năm 1997 trở đi giải này do Hội Thiên văn học Hoa Kỳ trao.
Giải được đặt theo tên nhà thiên văn học Mỹ gốc Bỉ George Van Biesbroeck, người mà sau khi nghỉ hưu ở tuổi 65, vẫn tiếp tục nghiên cứu thiên văn trong 27 năm sau cùng.

## Các người đoạt giải
Danh sách này lấy từ trang Web của Hội Thiên văn học Hoa Kỳ.

### Giải do "Van Biesbroeck Award, Inc." trao
- 1979 D. Scott Davis
- 1980 Marcia Rieke
- 1981 Marc Aaronson, Jeremy Mould
- 1982 Erick Young
- 1983 Không trao giải
- 1984 John Stocke
- 1985 Mark Giampapa
- 1986 John Hill
- 1987 không trao giải
- 1988 Dorrit Hoffleit
- 1989 Brian Marsden
- 1990 Aden Meinel
- 1991 Barry Clark
- 1992 Bob Kurucz
- 1993 Janet Akyüz Mattei
- 1994 Wayne Warren, Jr.
- 1995 Arlo Landolt
- 1996 Dave Crawford

### Giải do Hội Thiên văn Hoa Kỳ trao
- 1997 Helmut Abt
- 1998 Frank Lovas
- 1999 Barry Lasker
- 2000 D. Harold McNamara
- 2001 Michael Kurtz
- 2002 Victor Blanco
- 2003 Donat Wentzel
- 2004 Rodger Doxsey
- 2005 Eric Greisen
- 2006 Không trao giải
- 2007 Stephen P. Maran
- 2008 Peter Stetson
- 2009 Father George V. Coyne
- 2010 Virginia Trimble